# فرودگاه گرند فلز
فرودگاه گرند فلز (به انگلیسی: Grand Falls Airport) یک فرودگاه همگانی است که یک باند فرود چمن و شن و آسفالت دارد و طول باند آن ۱۲۱۹ متر است. این فرودگاه در کشور کانادا قرار دارد و در ارتفاع ۲۱۷ متری از سطح دریا واقع شده‌است.